# Les Amants du Nil
Pour plus de détails, voir Fiche technique et Distribution.
Les Amants du Nil est un film dramatique français réalisé par Eric Heumann sorti en 2002.

## Synopsis
En 1943, une jeune artiste rêveuse vivant seule avec son père en Tunisie découvre le corps inanimé d'un soldat français parachuté sur la plage.

## Fiche technique
- Titre original : Les Amants du Nil
- Réalisation : Eric Heumann
- Scénario : Eric Heumann, Jacques Lebas, François-Olivier Rousseau
- Production : Marc Sillam
- Musique : Hubert Mougis
- Photographie : Yórgos Arvanítis
- Montage : Martine Barraqué
- Décors : Thierry Leproust
- Costumes : Michèle Pezzin, Carine Sarfati
- Pays :  France
- Genre : drame
- Durée : 90 minutes
- Format : couleur
- Date de sortie :  France : 16 janvier 2002

## Distribution
- Emma de Caunes : Anne Frendo
- Éric Caravaca : Samuel
- Bernadette Lafont : Sophie Frendo
- Jacques Nolot : Charles Frendo
- Murray Head : Le colonel
- Christophe Odent : Pierre Servant
- Lyèce Boukhitine : Koury
- Arié Elmaleh : Farouk